# Château de Sainte-Alvère
 (décembre 2024).
Le château de Sainte-Alvère, aussi connu sous le nom de château de Lostanges est un château français implanté à Sainte-Alvère, dans la commune de Val de Louyre et Caudeau, dans le département de la Dordogne, en région Nouvelle-Aquitaine.

## Historique
Un premier seigneur, Pierre de Limeuil est mentionné en 1284. En 1448, le château passe dans les mains de la famille de Lostanges, qui en sera propriétaire jusqu'à la Révolution.
En 1778, le château est décrit comme « vaste, entouré de beaux fossés, flanqué de belles tours, et entouré de murs qui pouvaient autrefois être de défense ».
En 1795 la plupart du château est démoli aux ordres de Joseph Lakanal, représentant en mission en Dordogne.
Les restes de la tour de Saint-Alvere sont inscrits au titre des monuments historiques par arrêté du 22 août 1949.

## Description
Du château et son enceinte subsistent encore plusieurs vestiges.

### La tour maîtresse
Seul vestige du château proprement dit, il s'agit d'une tour circulaire d'environ 18 m de haut et 8,8 de diamètre, composée de quatre niveaux. Souvent indiquée comme « donjon », il ne s'agit pourtant pas de la « grosse tour » du XIIIe siècle, mais d'une tour plus modeste de la fin du XVe siècle dotée d'archères-canonnières.

### Le châtelet
Le châtelet d'entrée est une porte-tour d'environ 15 m de haut. Il permettait l'accès au château par un pont-levis. Actuellement, le châtelet est en restauration.

### La tour des dames
Cette tour se trouve au nord-ouest de l'enceinte.

### La tour de la gendarmerie
Cette tour se trouve au nord de l'enceinte. Comme la Tour des dames, son plan du rez-de-chaussée est en fer de cheval.

### La tour nord-est
La tour nord-est adopte un plan en fer à cheval aplati au saillant. Elle est couverte par une toiture « à la Mansart » qui pourrait remonter au XVIIe siècle.

### Le pigeonnier
Cette tourelle est située non loin de l'angle sud-est de l'enceinte et est percé de plusieurs boulins pour les pigeons.

## Galerie

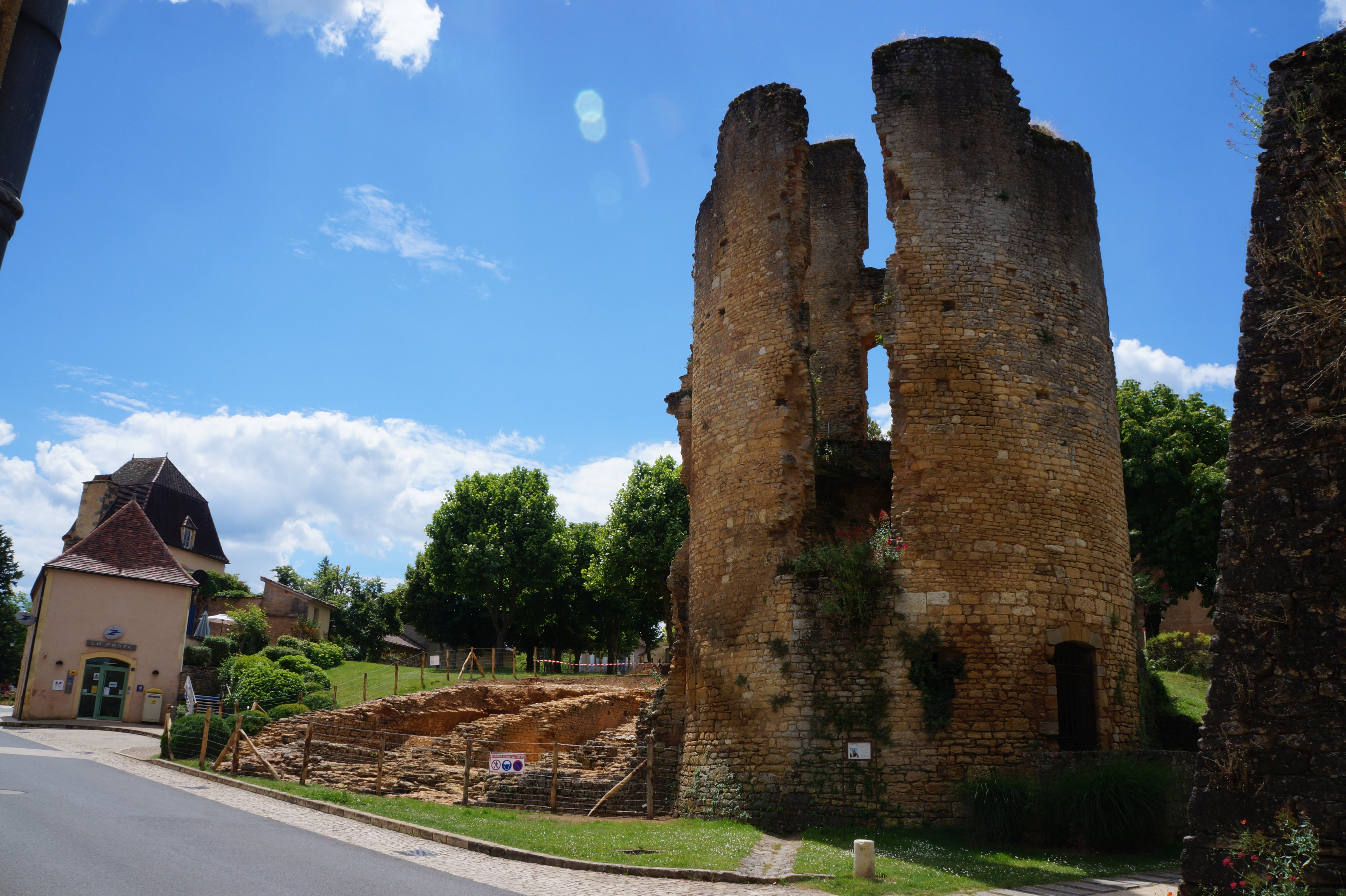
La tour maîtresse.
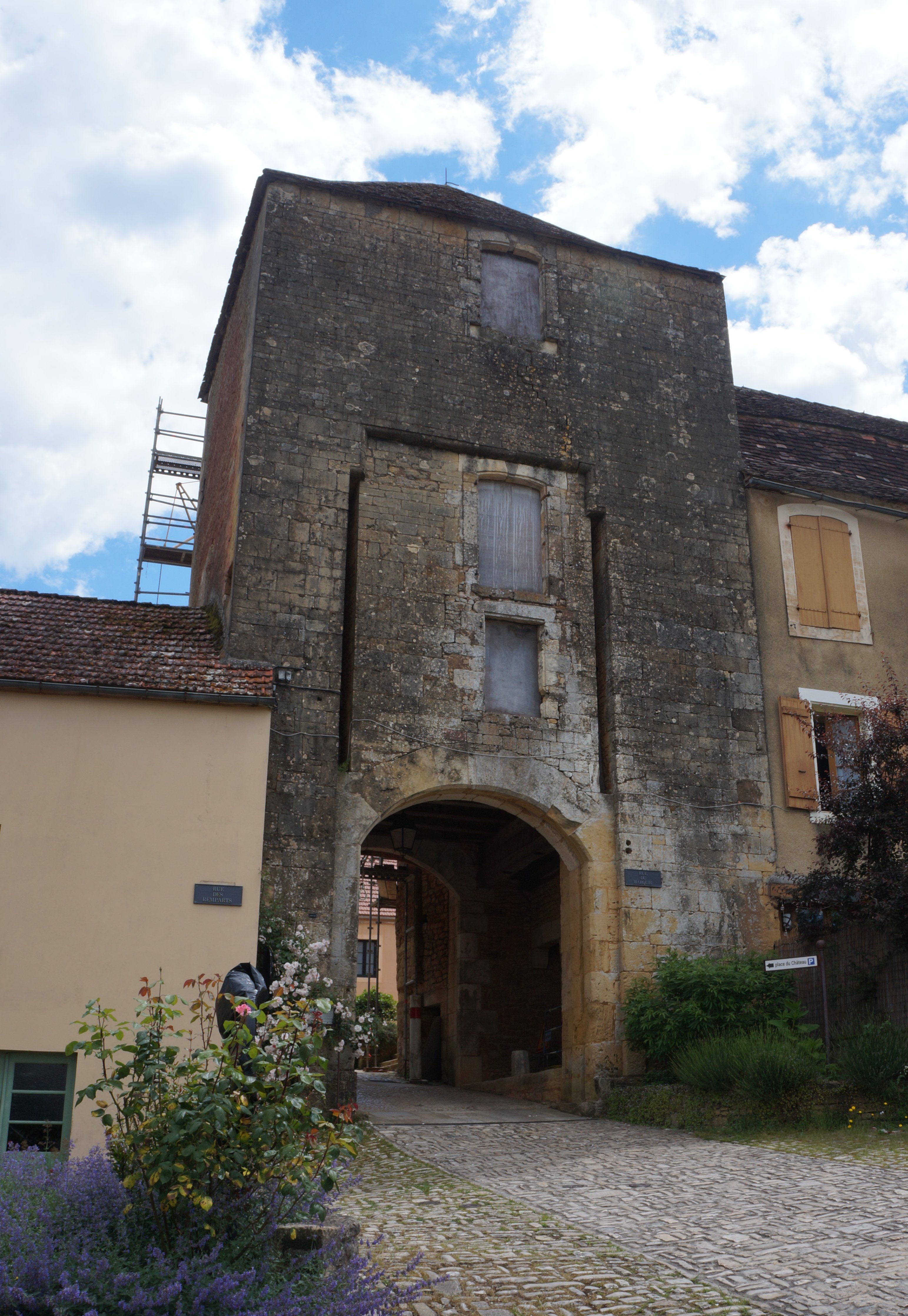
Le châtelet d'entrée.
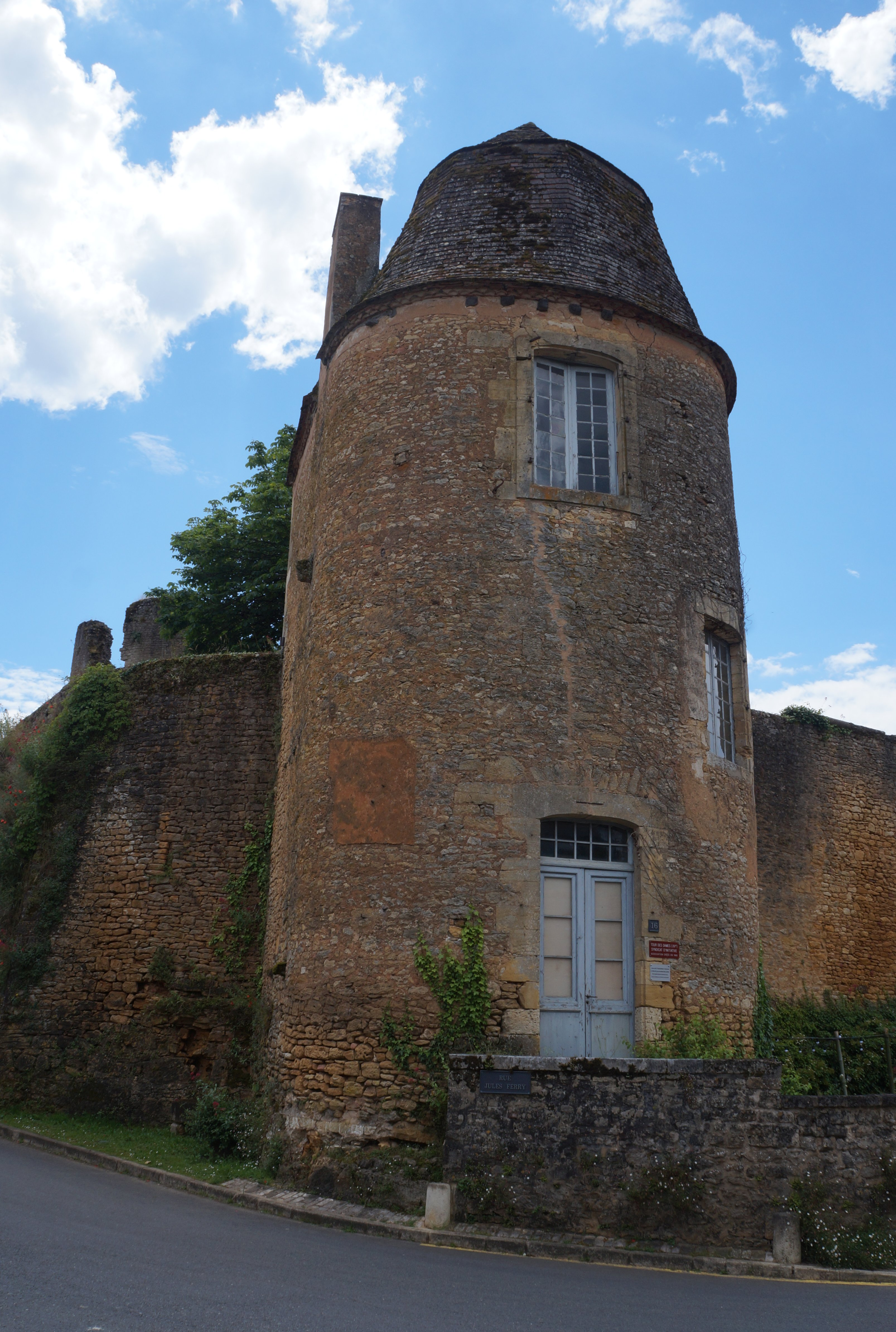
La tour des dames.
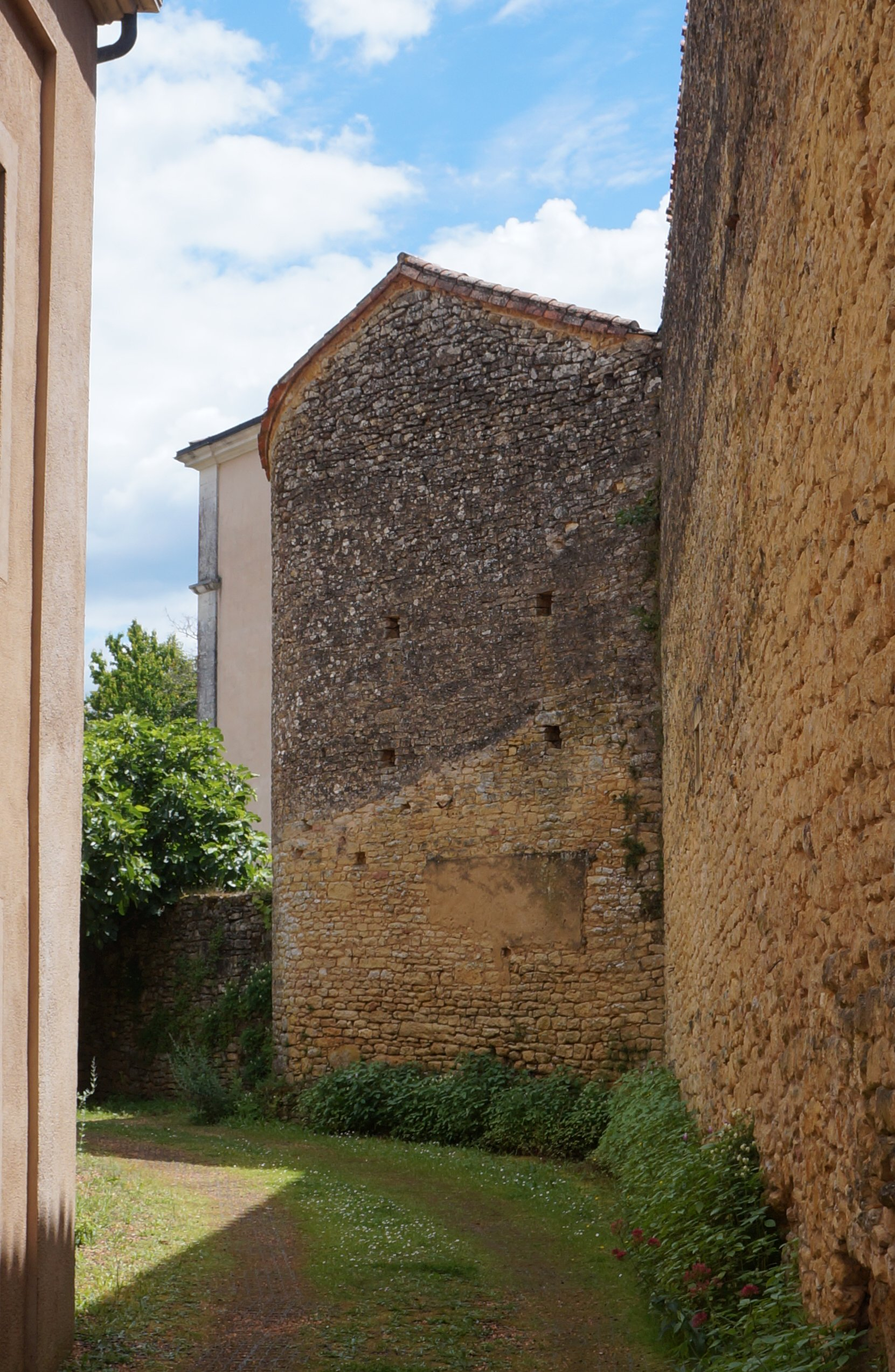
La tour de la gendarmerie.
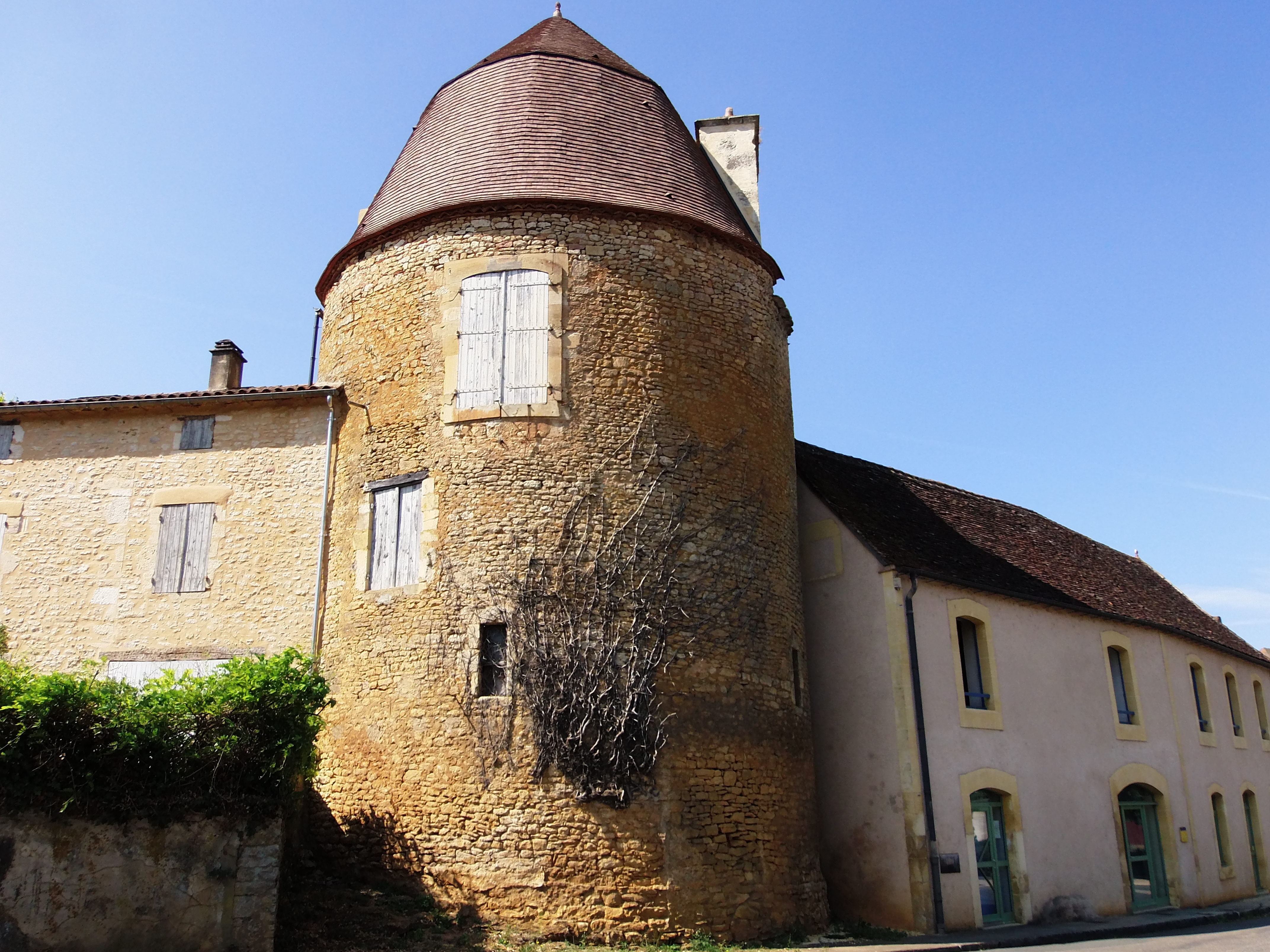
La tour nord-est.
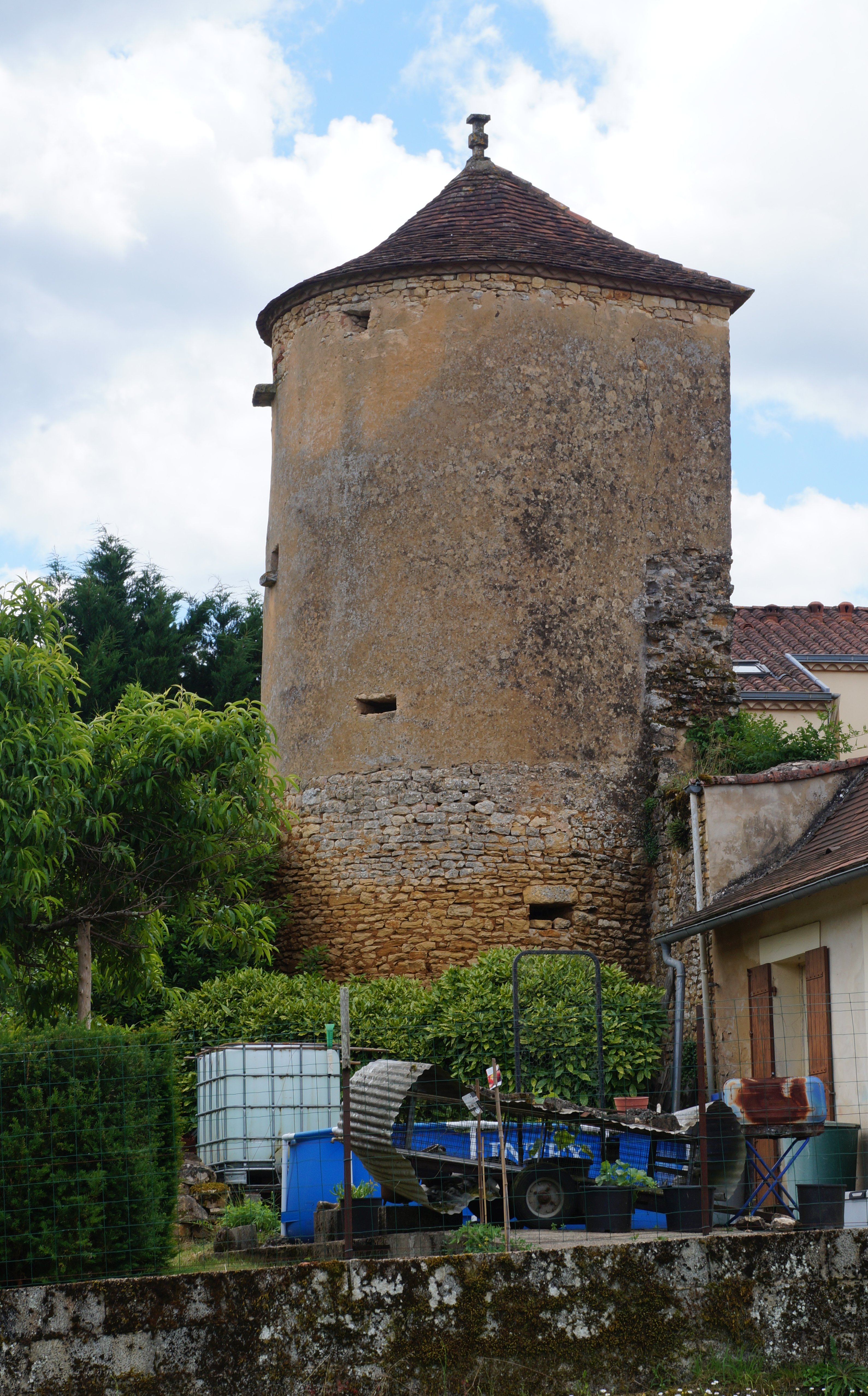
Le pigeonnier.